# Francesco Calcagno (francescano)
Francesco Calcagno (Brescia, 1º febbraio 1528 – Venezia, 23 dicembre 1550) è stato un francescano italiano, giustiziato per blasfemia e sodomia dall'Inquisizione veneziana.

## Calcagno e l'Inquisizione veneziana
Inizialmente ridotto allo stato laicale ed espulso dall'ordine dei francescani per il suo spirito di ribellione e le sue convinzioni, Calcagno continuò comunque a schernire la Chiesa cattolica e le sue credenze e ad officiare la messa nonostante gli fosse stato proibito di farlo.
All'età di 22 anni fu interrogato a Brescia il 15 luglio 1550 in seguito a un'inchiesta del Sant'Uffizio dell'Inquisizione veneziana per i reati di blasfemia, ateismo e sodomia.
Un testimone che aveva familiarità con Calcagno, testimoniò che il francescano dormiva con un ragazzo quasi ogni notte, credeva che Gesù avesse praticato la sodomia con San Giovanni e negava l'esistenza di Dio e del Paradiso, nonché dell'immortalità dell'anima umana.
Calcagno ammise la sua colpevolezza sostenendo che una volta aveva parlato con un certo signor Lauro di Glisenti da Vestone, un ateo che "diceva di non credere in nulla, tranne a quello che poteva vedere coi propri occhi", e replicò: "Allora si può credere o dire tutto quello che si vuole su Cristo, per quanto brutto, come il fatto che abbia tenuto San Giovanni come figlio". Egli sosteneva inoltre che l'apostolo Paolo aveva condannato la sodomia nei suoi scritti perché gli piaceva questa pratica e voleva tenerla per sé. Calcagno disse anche agli inquisitori di essere stato influenzato nelle sue opinioni da La cazzaria, un dialogo omoerotico del 1530 di Antonio Vignali che all'epoca era discretamente (ma ampiamente) diffuso.
La relazione del Tribunale bresciano venne trasmessa al Consiglio dei Dieci. Calcagno fu giustiziato a Venezia il 23 dicembre 1550.